# Hữu luân

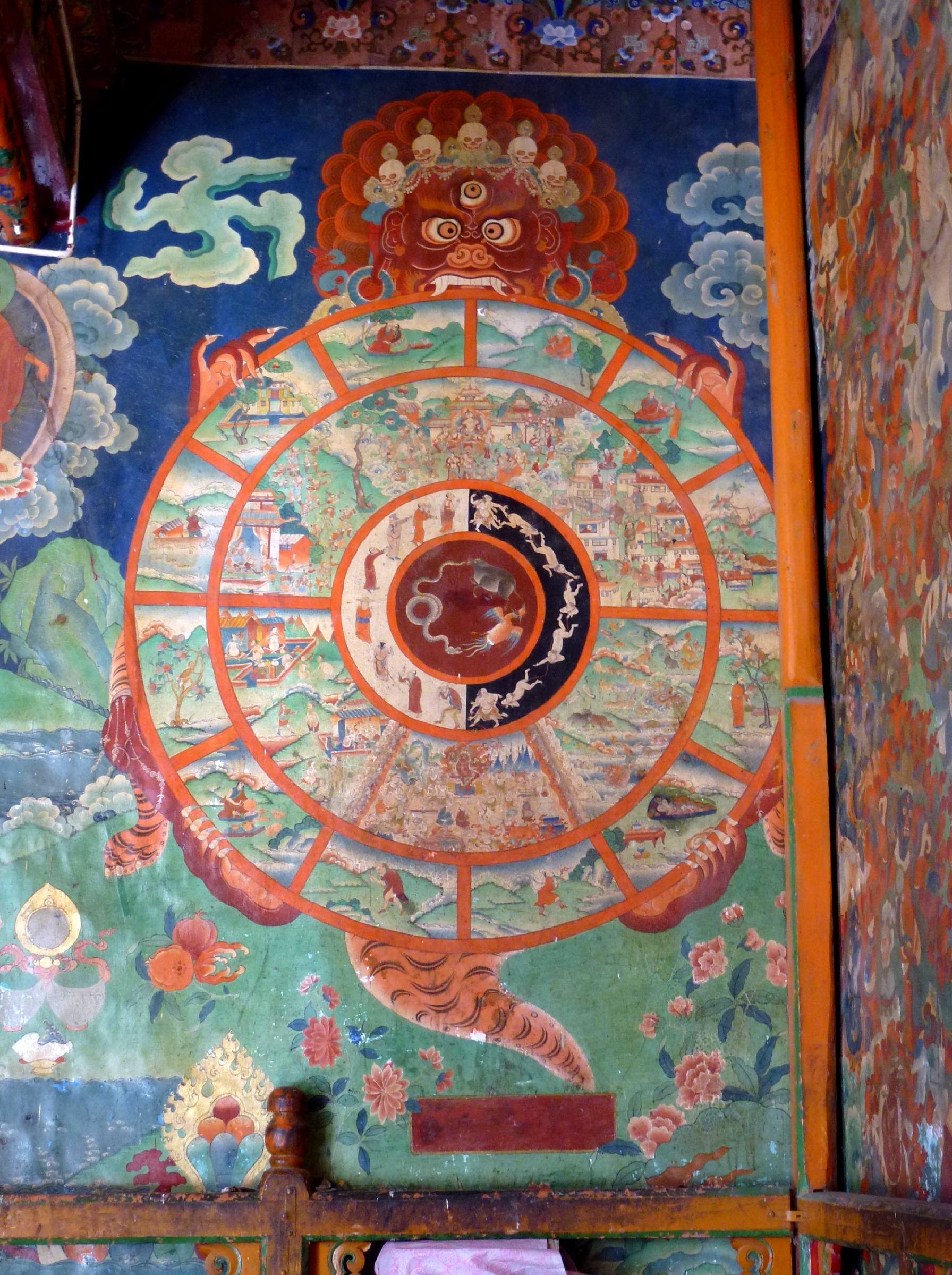
Tác phẩm "Bánh xe luân hồi" (Bhavachakra) tại tu viện Sera, Tây Tạng.

Hữu luân (zh. 有輪, sa. bhava-cakra, pi. bhavacakka) là vòng sinh tử, là bánh xe của sự tồn tại, chỉ cái luân chuyển của thế giới hiện hữu. Đây là cách nói và biểu tượng của người Tây Tạng chỉ Luân hồi (sa. saṃsāra). Thế giới của Hữu tình hiển hiện dưới sáu dạng (Lục đạo): Thiên giới, loài A Tu La, loài người là ba thiện giới nằm phía trên của bánh xe. Phía dưới của bánh xe là súc sinh, ngạ quỷ và địa ngục. Tất cả sáu loài này đều chịu khổ và sự hoại diệt. Cái chết được xem do Diêm vương gây ra, là người quay và giữ (cắn) chặt bánh xe.
Nguyên nhân của khổ được biểu tượng bằng ba con thú nằm ở trung tâm bánh xe: gà (chỉ tham), lợn (chỉ si) và rắn (sân hận). Chu vi của bánh xe được khắc ghi mười hai yếu tố của thuyết Duyên khởi. Biểu tượng của bánh xe tồn tại được hiểu dưới nhiều cách khác nhau. Đầu tiên, sáu nẻo tái sinh được trình bày dưới sáu cảnh tượng khác nhau. Tử thư xuất phát từ quan điểm này mà chỉ dẫn những gì cần phải làm lúc chết để được sinh vào các cõi tốt đẹp. Người ta cần hiểu các cõi này chính là sáu loại tâm thức hay sáu mẫu người tiêu biểu hay sáu loại trạng huống ngay trong đời sống bình thường.
Trên một bình diện khác, người xem có thể khám phá ra trong sáu cảnh tượng đó có trình bày sáu dạng xuất hiện của Quán Thế Âm với sáu cách khai thị khác nhau để chúng sinh cõi đó giải thoát. Ngay như câu Chân ngôn
Phạn văn OṂ MA-ṆI PAD-ME HŪṂ ॐ मणि पद्मे हूं, Tạng văn ཨོཾ་མ་ནི་པ་དྨེ་ཧཱུྃ་
với sáu âm tiết cũng được xem là mỗi âm thuộc về một cõi nói trên. Nếu trung tâm bánh xe ghi rõ ba nguyên nhân sinh thành sáu cõi thì vòng ngoài bánh xe là các nguyên nhân cụ thể sinh ra mỗi đời sống cá nhân. Cả hai nơi đều lấy vô minh là cơ sở. Các yếu tố của Duyên khởi được trình bày trong bức tranh sau.

## Nội dung
- Ma vương đang cắn và giữ chặt vòng sinh tử với những chiếc răng bén nhọn.
- Vòng ngoài cùng minh hoạ giáo lý Duyên khởi với mười hai nhân duyên hệ thuộc (十二因緣, sa. dvādaśāṅga-pratītyasamutpāda), từ bên trên phía phải (kim đồng hồ chỉ 1h) theo chiều kim đồng hồ:
  1. Người đàn bà mù chống gậy, rời gia đình an toàn, hướng đến vực thẳm, chỉ Vô minh (無明, sa. avidyā), nguyên nhân chính trói buộc chúng sinh vào vòng sinh tử.
  2. Thợ gốm, chỉ Hành (行, sa. saṃskāra), tức là những ý muốn xuất phát từ vô minh, gây ảnh hưởng đến những đời sống sau này. Thợ gốm tạo đồ bình đất, đồ dùng cho tương lai.
  3. Khỉ, chỉ Thức (識, sa. vijñāna). Bị khống chế bởi các Hành nên Thức nắm bắt một dạng sinh tồn mới sau khi chết, tương tự một con khỉ nhảy từ cành này sang cành nọ.
  4. Hai người trong thuyền, chỉ Danh sắc (名色, sa. nāmarūpa). Dạng tồn tại mới bắt đầu với danh (tên gọi) và sắc (hình thể), và danh sắc ở đây được hiểu là những thành tố tạo nên một "cá nhân", là Ngũ uẩn. Danh và sắc được so sánh với hai người chèo thuyền vượt sông, phải cùng nhau chèo chống cho đến khi đến bờ bên kia.
  5. Nhà sáu cửa sổ, sáu giác quan, Lục căn (六根, sa. ṣaḍāyatana). Sáu giác quan của loài người được so sánh với căn nhà với sáu cửa sổ.
  6. Cặp trai gái, Xúc (觸, sa. sparśa). Qua sáu cửa sổ của căn nhà, loài người tiếp xúc với thế giới bên ngoài, được thể hiện qua cặp trai gái trong vòng sinh tử.
  7. Mũi tên bắn trúng mắt, Thụ (受, sa. vedanā). Từ sự tiếp xúc với nhau bên trên mà phát sinh thụ tưởng, có lúc vui, lúc buồn, nhưng thường đau đớn như mắt bị trúng tên.
  8. Người say, Ái (愛, sa. tṛṣṇā). Ái phát sinh từ sự thụ nhận, được trình bày bằng một bình rượu. Ái khiến chúng sinh nắm bắt một dạng hiện hữu sau khi chết.
  9. Người hái trái cây, Thủ (取, sa. upādāna). Sự nắm bắt một dạng hiện hữu được thể hiện bằng một người đang nắm cành cây để hái quả.
  10. Đàn bà mang thai, Hữu (有, sa. bhava). Sự hình thành, hiện hữu được trình bày bằng một phụ nữ mang thai (có lúc là cặp trai gái đang nằm với nhau).
  11. Mẹ sinh con, Sinh (生, sa. jāti), trình bày một cách cụ thể sự hình thành một đời sống mới của một hữu tình.
  12. Vai mang xác chết, Lão tử (老死, sa. jāra-maraṇa). Lão tử kết thúc một cuộc sống nhân thế, được trình này qua thi hài được hai người mang vác đến bãi tha ma cho diều hâu ăn hoặc bãi thiêu xác.
- Vòng thứ hai từ bên ngoài, biểu hiện của Lục đạo (六道, từ trên, 11h theo kim đồng hồ):
  1. Thiên (天, sa. deva), là trạng thái tối cao mà một hữu tình có thể đạt được trong cõi hữu vi, không phải là giải thoát, Niết-bàn. Các thiên nhân còn bị chi phối bởi sinh tử. Theo giáo lý nhà Phật thì trạng thái tương đối sung sướng của chư thiên làm họ không thấy việc đạt giải thoát là quan trọng, không cảm ứng giáo lý của Phật.
  2. A Tu La (阿修羅, sa. asura), là những thiên nhân hay ganh tị với những thiên nhân khác. Phật đứng ở giữa cõi Thiên và A Tu La để tìm cách giải hoà.
  3. Ngạ quỷ (餓鬼, sa. preta) là những loài quỷ chịu khổ do cơn đói hoành hành. Đây là cõi của các chúng sinh tham lam, keo kiệt hoặc ham ăn trong các kiếp trước, nói ngắn gọn: không bao giờ biết đủ. Trong một vài cách trình bày người ta có thể thấy được cổ thon dài, miệng nhỏ nhưng bụng lại rất to. Thậm chí có hình trình bày nước hoá lửa hoặc thức ăn hoá thành xú uế khi ngạ quỷ đưa vào miệng. Quán Thế Âm Bồ Tát bắt ấn thí nguyện tay phải, chỉ tâm thức sẵn lòng cứu độ của mình.
  4. Địa Ngục (地獄, sa. naraka). Địa ngục được phân thành hai phần, nóng và lạnh và mỗi phần đều được chia thành nhiều loại khác nhau. Tuy nhiên, dù muốn hay không, thời gian trong địa ngục sẽ chấm dứt khi ác nghiệp đã được giải hoá. Trong điểm này thì Phật giáo khác với Thiên chúa giáo.
  5. Súc sinh (畜生, sa. paśu), là những loài hữu tình không đủ khả năng suy nghĩ về trạng thái của mình và vì vậy, không thể tự giải thoát ra khỏi những khổ đau hiển nhiên. Chúng luôn luôn đứng trong một cuộc sống tranh chấp sống chết với nhau vì thức ăn, bị săn đuổi và sát hại. Chúng chỉ biết tuân theo những gì bản năng ép buộc. Phật cũng xuất hiện trong cõi này để cứu độ những sinh linh cùng khổ này.
  6. Loài người (人, sa. nāra). Mặc dù chịu nhiều nỗi khổ lớn như sinh, lão, bệnh, tử và li biệt nhưng cõi người được xem là cõi thuận lợi nhất, vì qua kinh nghiệm khổ đau loài người biết quý trọng giáo lý của Phật. Cơ hội giải thoát ra khỏi vòng sinh tử được xem là lớn nhất ở cõi này. Phật Thích-ca ngồi trên toà, tay bắt ấn thí nguyện, khuyến khích loài người đến nghe pháp và tu tập.
- Vòng thứ ba từ bên ngoài: Phần tối đen bên phải, từ trên xuống chỉ sự sa đoạ khi tạo nghiệp ác, phần bên trái, từ dưới lên trên chỉ thiện nghiệp và sự thăng tiến.
- Trung tâm: chỉ Tam độc với con gà chỉ tham (貪, sa. rāga), con lợn chỉ si (癡, sa. moha) và rắn chỉ sân (瞋, sa. dveṣa).